# SYSLINUX
El projecte Syslinux és un conjunt de cinc carregadors d'arrencada diferents per iniciar distribucions de Linux als ordinadors. Va ser desenvolupat principalment per H. Peter Anvin.
Components
El projecte Syslinux consta de cinc carregadors d'arrencada diferents:
- El SYSLINUX homònim, utilitzat per arrencar des del sistema de fitxers FAT
- ISOLINUX, utilitzat per arrencar des del sistema de fitxers ISO 9660
- PXELINUX, utilitzat per arrencar des d'un servidor de xarxa mitjançant el sistema PXE (Preboot Execution Environment)
- EXTLINUX, utilitzat per arrencar des dels sistemes de fitxers Btrfs, ext2, ext3, ext4, FAT, NTFS, UFS/UFS2 i XFS
- MEMDISK, emula un disc RAM per a sistemes operatius antics com MS-DOS

El projecte també inclou dos sistemes de menús separats i un entorn de desenvolupament per a mòduls addicionals.

## SYSLINUX i ISOLINUX
SYSLINUX estava pensat originalment per a disquets de rescat, USB en directe o altres entorns lleugers. ISOLINUX està pensat per a CD en directe i CD d'instal·lació de Linux.
El carregador d'arrencada SYSLINUX es pot utilitzar per arrencar diverses distribucions des d'una única font, com ara un llapis USB.
Hi ha una complicació menor quan arrenqueu des de discs compactes. L'estàndard El Torito permet arrencar en dos modes diferents:
- Sense emulació – Requereix emmagatzemar la informació d'arrencada directament al CD. ISOLINUX és adequat per a aquest mode.
- Emulació de disquet – Requereix emmagatzemar la informació d'arrencada en un fitxer d'imatge de disc adequat per emular un disquet amb format FAT. SYSLINUX és adequat per a aquest mode.

Tenir aquesta opció de vegades és útil, ja que ISOLINUX és vulnerable als errors de la BIOS. Per aquest motiu, és útil poder arrencar amb SYSLINUX. Això afecta sobretot els ordinadors construïts abans de l'any 1999 i, de fet, per als ordinadors moderns el mode "sense emulació" és generalment el mètode més fiable. Les versions ISOLINUX admeten la creació d'imatges anomenades "ISO híbrides", que posen tant el registre d'arrencada El Torito dels discs compactes com el registre d'arrencada mestre dels discs durs en una imatge ISO. Aquesta imatge híbrida es podria escriure tant en un disc compacte com en una unitat flash USB.